# Corea del Sur en los Juegos Olímpicos de Los Ángeles 1984
Corea del Sur estuvo representada en los Juegos Olímpicos de Los Ángeles 1984 por un total de 175 deportistas, 116 hombres y 59 mujeres, que compitieron en 19 deportes.
El portador de la bandera en la ceremonia de apertura fue el judoka Ha Hyung-Joo.

## Medallistas
El equipo olímpico surcoreano obtuvo las siguientes medallas:
| Nombre          | Deporte            | Competición  |
| --------------- | ------------------ | ------------ |
| Oro             |                    |              |
| Shin Joon-Sup   | Boxeo              | 71 kg M      |
| Kim Weon-Kee    | Lucha grecorromana | 62 kg M      |
| You In-Tak      | Lucha libre        | 68 kg M      |
| Seo Hyang-Soon  | Tiro con arco      | Individual F |
| Ahn Byeong-Keun | Judo               | –71 kg M     |
| Ha Hyung-Joo    | Judo               | –95 kg M     |
| Plata           |                    |              |
| Equipo          | Baloncesto         | Torneo F     |
| Equipo          | Balonmano          | Torneo F     |
| An Young-Su     | Boxeo              | 67 kg M      |
| Kim Jong-Kyu    | Lucha libre        | 52 kg M      |
| Kim Jae-Yup     | Judo               | –60 kg M     |
| Hwang Jung-Oh   | Judo               | –65 kg M     |
| Bronce          |                    |              |
| Chun Chil-Sung  | Boxeo              | 60 kg M      |
| Bang Dae-Du     | Lucha grecorromana | 52 kg M      |
| Son Gab-Do      | Lucha libre        | 48 kg M      |
| Kim Eui-Kon     | Lucha libre        | 57 kg M      |
| Lee Jung-Keun   | Lucha libre        | 62 kg M      |
| Kim Jin-Ho      | Tiro con arco      | Individual F |
| Cho Yong-Chul   | Judo               | +95 kg M     |